# Hermann Stoll
Hermann Stoll (* 13. Juni 1904 in Eschenau; † 10. Dezember 1944) war ein deutscher Geologe und Prähistoriker.

## Leben
Stoll, aus einer schwäbischen Pfarrersfamilie stammend und seit dem 13. Lebensjahr in Kayh nahe Herrenberg aufgewachsen, studierte Geologie in Tübingen und Stuttgart und promovierte 1927 in Tübingen mit dem „Versuch einer stratigraphischen Gliederung des Stubensandsteins im westlichen Württemberg“.
Seit 1929 war Stoll Hilfsassistent bei Robert Rudolf Schmidt am Urgeschichtlichen Forschungsinstitut in Tübingen. In dieser Zeit widmete er sich intensiv der Siedlungsgeschichte des Oberen Gäues, wo er neben Feldbegehungen auch einige Grabungen durchführte. Die 1932 publizierte Arbeit „Urgeschichte des Oberen Gäus“ gilt als wegweisend für die moderne Siedlungsarchäologie, da ein wesentliches Interesse Stolls den Zusammenhängen zwischen der Besiedlung und den natürlichen Rahmenbedingungen galt. In seiner Tübinger Zeit führte er die von Hans Reinerth begonnenen Forschungen zur vorgeschichtlichen Höhensiedlung auf dem Kirchberg bei Reusten fort und grub das alamannische Gräberfeld von Hailfingen aus, das er 1939 auch mustergültig publizierte.
1934 kam Stoll an das Rheinische Landesmuseum Bonn. Er erarbeitete den sog. Frankenkatalog und führte Grabungen in der Colonia Ulpia Traiana bei Xanten sowie in der fränkischen Siedlung Gladbach bei Neuwied durch.
Seit Anfang 1938 war Stoll über die Universität Freiburg Assistent der badischen Denkmalpflege für Vor- und Frühgeschichte in Freiburg im Breisgau unter Georg Kraft. Von hier führt er verschiedene Grabungen durch, vor allem wiederum in merowingerzeitlichen Gräberfeldern (Lienheim, Grimmelshofen, Freiburg-St. Georgen).
1939 begann Stoll mit Grabungen im alamannischen Gräberfeld Grimmelshofen, die nach seiner Einberufung noch im August durch Ruprecht Gießler fortgeführt wurden.
Stoll war während des Zweiten Weltkrieges bei der Luftnachrichtentruppe in Schlesien eingesetzt, wo er weitere archäologische Forschungen durchführte. Zuletzt diente er in Rumänien und starb nach einer Kriegsverletzung im Dezember 1944 in sowjetischer Kriegsgefangenschaft.
Stolls archäologische Arbeiten waren insbesondere im Bereich der Frühgeschichte wegweisend. Aus seinen siedlungsarchäologischen Interessen formulierte er Fragestellungen, die in der lange Zeit sehr antiquarisch geprägten Frühmittelalterforschung bis heute als innovativ zu gelten haben. Zugeständnisse an nationalistisches Gedankengut und eine entsprechende Terminologie – die im damaligen Tübinger Institut schon seit den 20er Jahren herrschten – finden sich in Stolls Werk nur auffallend selten. Stoll fragte nach der Relation zwischen Gräberfeld und Siedlung, nach den merowingerzeitlichen Siedlungsformen und den Bevölkerungszahlen. Stoll bemühte sich intensiv um einen interdisziplinären Ansatz und eine Diskussion mit der Landesgeschichte.

## Publikationen (Auswahl)
- Urgeschichte des Oberen Gäues. Veröff. Württ. Landesamt Denkmalpfl. 7. Öhringen 1933
- Mittelalterliche Tonfeldflaschen aus Schwaben, Germania 17, 1933, 210–213
- (mit K.H. Wagner): Fränkische Siedlung mit Friedhof bei Gladbach, Kreis Neuwied. Nachrbl. Dt. Vorzeit 13, 1937, 119–121
- Die Alamannengräber von Hailfingen in Württemberg, Germ. Denkm. Völkerwanderungszeit 4. Berlin 1939
- Die fränkische Besiedlung des Neuwieder Beckens, Rhein. Vorzeit in Wort und Bild 1939, 120 ff.
- Neue Arbeiten zur Frühgeschichte der Alamannen, Bad. Fundber. 16, 1940, 119–128
- Drei außergewöhnliche alamannische Gräberfelder und deren Deutung, Zeitschr. Württ. Landesgesch. 5, 1941, 1–18.
- Bevölkerungszahlen aus frühgeschichtlicher Zeit, Welt als Geschichte 8, 1942, 69–74
- Die Alamannengräber von Freiburg, Stadtteil St. Georgen. Ein Beitrag zur Datierung der alamannischen -hausen-Orte. Bad. Fundber. 18, 1948/50, 107–126

## Nachruf
- Zeitschrift für Württemberg. Landesgeschichte 8, 1947/48, 414–444 (Peter Goessler)
Mit Schriftenverzeichnis